# فرابورس ایران
فرابورس ایران یکی از ارکان بازار سرمایه کشور ایران به‌شمار می‌رود که تحت نظارت سازمان بورس و اوراق بهادار به فعالیت مشغول است. فرابورس ایران به منظور توسعه بازارها و ابزارهای مالی و پوشش خلاءهای ناشی از نداشتن دسترسی بخش عمده‌ای از صاحبان صنایع به بازار سرمایه تشکیل شده‌است. به بیان دیگر، محرومیت طیف وسیعی از بنگاه‌های اقتصادی از تأمین مالی در بازار سرمایه و وابستگی شرکت‌های دولتی یا خصوصی به تأمین مالی از طریق سهامداران عمده یا اخذ تسهیلات از شبکه بانکی منشأ ایجاد این بازار اوراق بهادار جدید به حساب می‌آید.
با توجه به نیازمندی‌های کنونی بازار سرمایه، اهداف و استراتژی فعالیت فرابورس ایران به گونه‌ای طراحی شده تا بخش عمده‌ای از متقاضیان منابع مالی امکان بهره‌مندی از مزایای آن را داشته باشند و مهمترین ویژگی آن، سهولت رویه‌ها در مراحل پذیرش و انجام معاملات اوراق بهادار است.
فرابورس ایران با هدف ایجاد بازاری کارآمد، منصفانه و شفاف، تمهیدات و بستر سازی لازم را در زمینه انتشار سریع و عادلانه اطلاعات با همکاری سازمان بورس و اوراق بهادار انجام داده تا صاحبان سرمایه با آگاهی و شناخت بیشتر در خصوص انواع اوراق بهادار، درجات ریسک و سایر شاخصه‌های مهم، به سرمایه‌گذاری در اوراق بهادار پذیرفته شده در این بازار اقدام کنند.
تلاش در راستای رشد و اعتلای بازار سرمایه، تنوع بخشی به محصولات بازار سرمایه، اعطای فرصت جدید به صاحبان صنایع نوپا و نیازمند به منابع مالی، افزایش مشارکت‌های مردمی و افزایش سهم دارایی‌های مالی در سبد سرمایه‌گذاری‌ها، رسالت فرابورس ایران محسوب می‌شود.

## انواع بازارها در فرابورس ایران
طبق «دستورالعمل پذیرش، عرضه و نقل و انتقال اوراق بهادار در فرابورس ایران (شرکت سهامی عام)» (مصوب ۲۵ فروردین ۱۳۸۸، اصلاحیه مصوب ۲۴ اردیبهشت ۱۳۹۰)، فرابورس ایران دارای نه بازار به شرح زیر است:
1. بازار اول
2. بازار دوم
3. بازار سوم (عرضه یکجا)
4. بازار ابزارهای نوین مالی
5. بازار پایه زرد
6. بازار پایه نارنجی
7. بازار پایه قرمز
8. بازار مشتقه
9. بازار نوآفرین
10. بازار توافقی

## معرفی اجمالی بازارهای فرابورس ایران
دستورالعمل پذیرش و عرضه اوراق بهادار در فرابورس ایران، فعالیت این رکن بازار سرمایه را در قالب چند بازار مجزا به نام‌های بازار اول، دوم، سوم، پایه، بازار ابزارهای نوین مالی، بازار شرکت‌های کوچک و متوسط و بازار مشتقه تبیین کرده‌است. در حال حاضر بازارها به لحاظ طی کردن فرایند پذیرش شامل بازارهای اول، دوم، بازار شرکت‌های کوچک و متوسط، ابزارهای نوین مالی و تابلویپ «الف» بازار پایه هستند و تابلوهای «ب» و «ج» بازار پایه و بازار سوم نیازی به طی کردن فرایند پذیرش ندارند.

## مزایای پذیرش شرکت‌ها در فرابورس ایران
بر اساس مقررات، همه مزایای موجود برای شرکت‌های پذیرفته شده در بورس اوراق بهادار تهران، برای اوراق بهادار و سهام شرکت‌های پذیرفته شده در فرابورس ایران نیز وجود دارند. هم این موارد عبارتند از:
- تأمین مالی آسان و ارزان
- افزایش نقد شوندگی سهام
- بهره‌مندی از معافیت مالیاتی شرکت‌های پذیرفته شده در فرابورس
- نقل و انتقال سهام به‌صورت آسان- سریع و کم‌هزینه
- شفافیت و اعتبار قیمت سهام به واسطه مبادله در فرابورس
- اطلاع‌رسانی هماهنگ و عادلانه به سرمایه‌گذاران بالفعل و بالقوه
- بهره‌گیری از امکان وثیقه‌گذاری سهام و اخذ ساده‌تر تسهیلات بانکی
- معرفی شرکت و محصولات به طیف وسیعی از قشرها جامعه و افزایش اعتبار شرکت[۶]